# Pan y sal

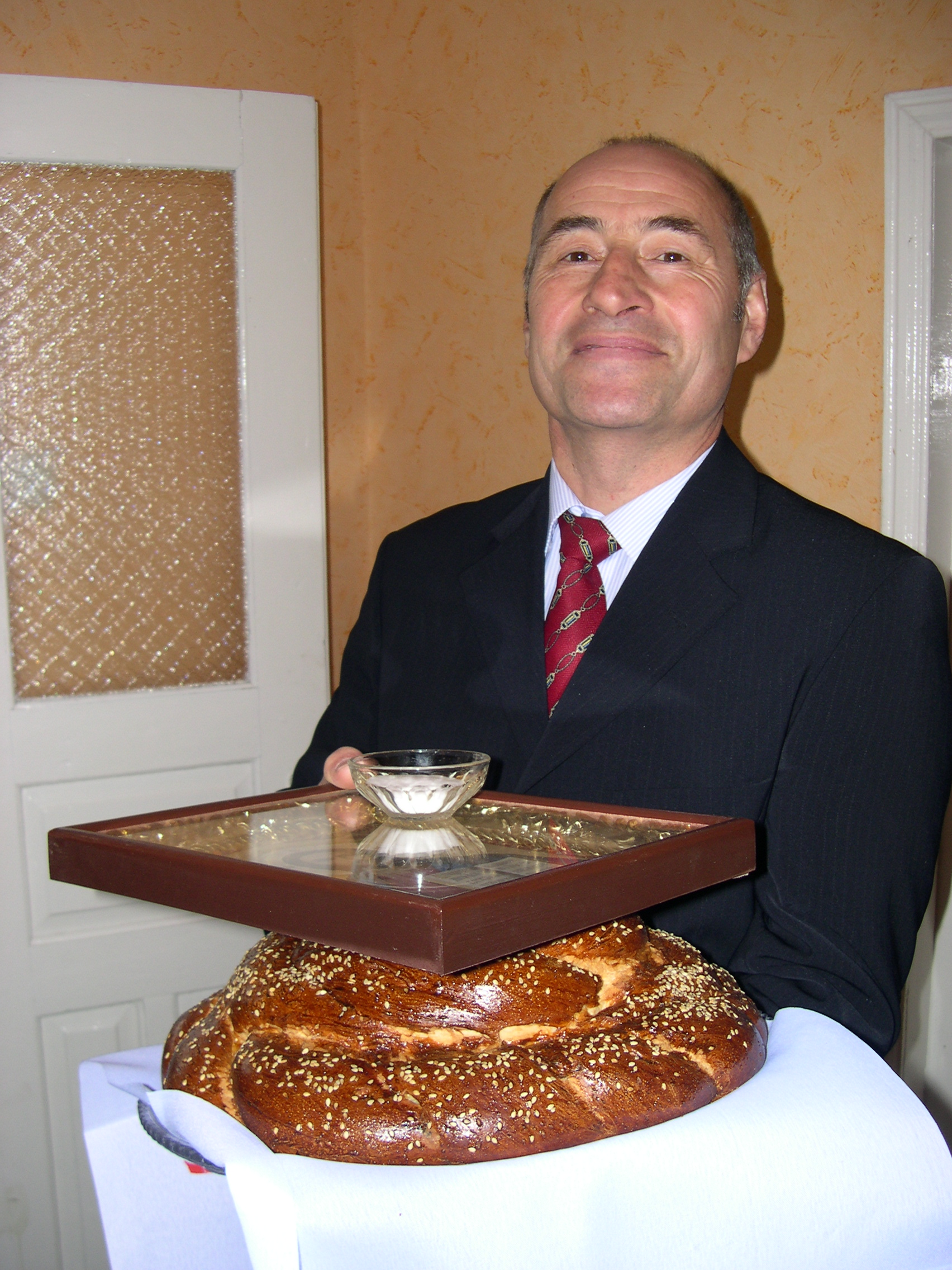
Ofrecimiento de pan y sal como símbolo de saludo

Ofrecer pan y sal es una tradición eslava para una ceremonia de salutación. Cuando un invitado importante llega a casa o a un país se le ofrece pan y sal en un rushnik (tela con bordado popular). En Rusia es costumbre que en las recepciones oficiales el pan y la sal sean ofrecidos por una mujer con los vestidos populares (como, por ejemplo, el sarafán y el kokóshnik). Existe una tradición similar en Lituania, el duona ir druska, y en Rumania, el pâine şi sare.

## Denominaciones
Es conocido por sus denominaciones locales como:
- en ruso: Хлеб-соль;
- en ucraniano: Хліб-сіль;
- en búlgaro: Хляб и сол;
- en macedonio: Леб и сол;
- en croata: kruh i sol;
- en esloveno: kruh in sol;
- en serbio: Хлеб и со;
- en polaco: Chleb i sól;
- en checo: Chléb a sůl;
- en eslovaco: Chlieb a soľ; y
- en rumano: Pâine şi sare.

## Tradiciones eslavas
En muchas culturas la combinación de pan y la sal tiene un fuerte papel simbólico: el pan representa la riqueza y el bienestar, y la sal protege de las fuerzas y magias enemigas.
En la cultura rusa, al principio y al final de la comida se recomendaba comerse, para la buena suerte y el bienestar, un trozo de pan con una pizca de sal. La ofrenda al invitado de pan y sal representa la instalación de una amistad y relación de confianza entre el invitado y el amo de la casa; el rechazo del regalo se toma como un gesto ofensivo. En algunas zonas del Imperio zarista se recomendaba dar al enemigo de beber y de comer pan con sal para que, en vez de enemistad, hubiese paz y amistad. Hoy en día también se le llama jlebosolie a la cálida y amistosa bienvenida por parte de los amos de la casa.
Antiguamente la frase jleb da sol incluía un significado mágico. Como escribía Jakob Reitenfels, si los rusos veían a alguien comiendo, entonces le dirán las sagradas palabras jleb da sol, por las cuales —de acuerdo con su convicción— son expulsados los espíritus malignos. Según el jesuita Antonio Posevino, pronunciaban las palabras jleb da sol al final de la comida, para concluirla.
El 8 de febrero de 1987 llegaron a la Soyuz TM-2 Yuri Romarenko y Aleksandr Laveikin, ingeniero de vuelo, realizando su primer viaje espacial. Al entrar en la estación encontraron pan y sal, símbolo de bienvenida que les dejaron sus antecesores.